# Staklenički plinovi
Staklenički plinovi su plinovi koji uzrokuju efekt staklenika u atmosferi. 
Najzastupljeniji i najjači staklenički plin je vodena para. Plinovi kojih je manje i imaju slabiji učinak su ugljikov(IV) oksid i metan. 
Vodena para je uglavnom rezultat isparavanja hidrosfere i transpiracije biljnog pokrova, ugljikov(IV) oksid je rezultat aerobnog disanja i gorenja, a metan taljenja i raspada klatrata, anaerobnih procesa, kao i nekih industrijskih procesa (industrijski uzgoj životinja, pročiščavanje otpadnih voda, sječa šuma, prehrana).
Zajednička značajka svih stakleničkih plinova je da otežavaju izlazak dugovalnog toplinskog zračenja iz atmosfere planeta. Neki od njih imaju negativni utjecaj na koncentraciju ozona u stratosferi.
Rezultat nazočnosti stakleničkih plinova je podignuta temperatura atmosfere, zbog čega je taj učinak odgovoran za održavanje života na Zemlji, koja bi bez njega bila u prosjeku 33 ºC hladnija.
U novije vrijeme, pronađeno je da je njihova povišena koncentracija u korelaciji s globalnim zatopljenjem. Od početka industrijske revolucije, izgaranje fosilnih goriva je doprinijelo povećanju ugljikovog dioksida u atmosferi, s 0,028 % na 0,039 % (povećanje za 40 %).

## Popis najčešćih stakleničkih plinova
- vodena para
- ugljikovog dioksid
- metan
- klorofluorougljici (freoni)
- dušikov suboksid
- ozon
- sumporov(VI) fluorid

Utjecaj stakleničkih plinova na globalno zatopljenje ovisi o svojstvima plinova i o njihovoj prisutnosti u atmosferi. Tako na primjer, metan je oko 80 puta jači staklenički plin od ugljikovog dioksida, ali je puno manje prisutan u atmosferi, tako da je njegov doprinos globalnom zatopljenju puno manji. Stakleničke plinove možemo podijeliti prema njihovom doprinosu staklenički učinak:
| Plin             | Formula | Doprinos (%) |
| ---------------- | ------- | ------------ |
| Vodena para      | H2O     | 36 – 72 %    |
| Ugljikov dioksid | CO2     | 9 – 26 %     |
| Metan            | CH4     | 4 – 9 %      |
| Ozon             | O3      | 3 – 7 %      |

Nije moguće sasvim točno izračunati ili izmjeriti doprinos pojedinog plina na staklenički učinak. To je zato što neki plinovi upijaju, pa zatim emitiraju infracrveno zračenje, s istim valnim duljinama kao drugi staklenički plinovi, pa se ne može razdvojiti točan utjecaj pojedinog plina. Treba napomenuti da i oblaci upijaju, pa zatim emitiraju infracrveno zračenje, što isto otežava točnu procjenu.
Glavni sastojci atmosfere dušik, kisik i argon nisu staklenički plinovi, jer ne upijaju infracrveno zračenje. 

## Prirodni i umjetni izvori stakleničkih plinova
Freoni nastaju samo ljudskom djelatnošću, dok svi ostali staklenički plinovi imaju i prirodne i umjetne izvore. Za vrijeme zadnjeg međuledenog doba ili holocena, koncentracija stakleničkih plinova je bila uglavnom konstantna, sve do industrijske revolucije, kada je došlo do povećanja svih stakleničkih plinova. Glavni uzrok za njihovo povećanje su izgaranje fosilnih goriva i pretjerana sječa šuma.
| Plin             | Preindustrijska razina | Današnja razina | Povećanje od 1750. | Dodatno zračenje (W/m2) |
| ---------------- | ---------------------- | --------------- | ------------------ | ----------------------- |
| Ugljikov dioksid | 0,0280%                | 0,0388%         | 0,0108 %           | 1,46                    |
| Metan            | 0,0000700%             | 0,0001745%      | 0,0001045%         | 0,48                    |
| dušikov suboksid | 0,0000270%             | 0,0000314%      | 0,0000044%         | 0,15                    |
| freon R12        | 0                      | 0,0000000533%   | 0,0000000533%      | 0,17                    |

Analiza jezgri leda, izbušenih u ledenom pokrivaču, mogu se iskoristiti da se vidi veza između temperatura i promjena razine stakleničkih plinova, u zadnjih 800 000 godina. Zrak uhvaćen u mjehurićima iz leda, mogu isto pokazati promjene količine ugljikovog dioksida (CO2) i metana (CH4) u atmosferi, u prošlosti. 

## Staklenički plinovi nastali ljudskim djelatnostima
Glavni izvori stakleničkih plinova nastalih ljudskim djelatnostima su:
- izgaranje fosilnih goriva i uništavanje šuma, dovode do povećanja ugljikovog dioksida u atmosferi. Krčenje šuma u tropskim područjima, za dobivanje poljoprivrednih površina, predstavlja treći utjecaj na povećanje ugljikovog dioksida u atmosferi.
- prerada fosilnih goriva, odlagalište otpada, stočarstvo, rižina polja i izgaranje biomasa, dovode do povećanja metana u atmosferi.
- rashladna sredstva u klimatizaciji, potisni plinovi za sprejeve, sredstva za čišćenje, otapala, aparati za gašenje požara, dovode do povećanja freona i halona u atmosferi (klor i brom).
- umjetna gnojiva, izgaranja biomasa, organska industrija i spaljivanja otpada, dovode do povećanja dušikovih oksida u atmosferi
- fotokemijski smog (promet, energetika, industrija), dovode do povećanja ozona u atmosferi

## Potencijal globalnog zatopljavanja
Potencijal globalnog zatopljavanja (engl. global warming potential – GWP) je mjera kojom se opisuje utjecaj jedinične mase pojedinog plina na globalno zatopljenje, a u odnosu na istu količinu ugljikovog dioksida. Pri tom se uzima u obzir fizikalno-kemijska osobina plina i procijenjeni životni vijek u atmosferi.
| Naziv plina           | Kemijska formula | Životni vijek (godine) | Potencijal globalnog zatopljavanja u određenom vremenu | Potencijal globalnog zatopljavanja u određenom vremenu | Potencijal globalnog zatopljavanja u određenom vremenu |
| Naziv plina           | Kemijska formula | Životni vijek (godine) | 20-godina                                              | 100-godina                                             | 500-godina                                             |
| --------------------- | ---------------- | ---------------------- | ------------------------------------------------------ | ------------------------------------------------------ | ------------------------------------------------------ |
| Ugljikov dioksid      | CO2              | 50-200                 | 1                                                      | 1                                                      | 1                                                      |
| Metan                 | CH4              | 12                     | 72                                                     | 25                                                     | 7,6                                                    |
| Dušikov suboksid      | N2O              | 114                    | 289                                                    | 298                                                    | 153                                                    |
| Freon R-12            | CCl2F2           | 100                    | 11 000                                                 | 10 900                                                 | 5 200                                                  |
| Freon R-22            | CHClF2           | 12                     | 5 160                                                  | 1 810                                                  | 549                                                    |
| Tetrafluorometan      | CF4              | 50 000                 | 5 210                                                  | 7 390                                                  | 11 200                                                 |
| Heksafluoroetan       | C2F6             | 10 000                 | 8 630                                                  | 12 200                                                 | 18 200                                                 |
| Sumporov heksafluorid | SF6              | 3 200                  | 16 300                                                 | 22 800                                                 | 32 600                                                 |
| Dušikov trifluorid    | NF3              | 740                    | 12 300                                                 | 17 200                                                 | 20 700                                                 |

## Protokol iz Kyota
Protokol iz Kyota uz Okvirnu konvenciju Ujedinjenih naroda o promjeni klime, dodatak je međunarodnom sporazumu o klimatskim promjenama, potpisan s ciljem smanjivanja emisije ugljikovog dioksida i drugih stakleničkih plinova. Do sad ga je potpisalo 170 država i vladinih organizacija (stanje: prosinac 2006.). Protokol je stupio na snagu 16. veljače 2005., kada ga je ratificirala Rusija. Države koje su ga ratificirale čine 61% zagađivača.
Protokolom se smanjuje ispuštanje šest stakleničkih plinova: ugljičnog dioksida, metana, dušikovog suboksida, fluoriranih ugljikovodika (freona), perfluoriranih ugljikovodika i heksafluorida. Sjedinjene Američke Države i neke manje države odbile su ratificirati protokol iz Kyota. Greenpeace smatra, da je protokol postavio preskromne ciljeve, kojima se neće postići veći pomaci.
Hrvatski sabor je 27. travnja 2007. ratificirao protokol iz Kyota. Hrvatska je postala 170. država, koja je prihvatila ovaj dokument. Usvajanjem je prihvaćena obaveza smanjenja emisije stakleničkih plinova za 5% do 2012. Hrvatska je godinama odlagala ratifikaciju sporazuma, jer se željela izboriti za povoljniji položaj u odnosu na onaj koji bi imala, da se smanjenje računalo prema 1990. godini. Bazna pozicija je 34,62 milijuna tona ugljikovog dioksida godišnje.

## Vanjske poveznice
- Ministarstvo zaštite okoliša  Arhivirana inačica izvorne stranice od 27. travnja 2009. (Wayback Machine)
- FER  Arhivirana inačica izvorne stranice od 5. veljače 2010. (Wayback Machine)
- Uredba o praćenju emisija stakleničkih plinova u Republici Hrvatskoj